# ナルコの神
『ナルコの神』（ナルコのかみ、朝鮮語: 수리남、英語: Narco-Saints）は、ユン・ジョンビンが監督・共同脚本、ハ・ジョンウ主演による2022年の韓国のドラマ。本作は実在した人物、実際の出来事を基に製作されたフィクションである。

## あらすじ
様々なビジネスを手掛けるビジネスマン、カン・イング（ハ・ジョンウ）は友人のパク・ウンス（ヒョン・ボンシク）から韓国から遠く離れた国「スリナム」でガンギエイが大漁に捕れるという話を聞く。
商機を見出したイングはスリナムへ飛びウンスとビジネスを始めるが、中国人ギャングと縄張りをめぐる争いが勃発する。スリナムの牧師に縄張り争いの手助けをしてもらうが、その牧師はスリナムを掌握する麻薬王チョン・ヨハン（ファン・ジョンミン）であることが国家情報院からの情報で分かる。
ヨハンを捕まえるために国家情報院の極秘作戦に参加することになったイングだが、その道は命懸けの険しい道であった…。

## キャスト

### 主要人物
カン・イング
演 - ハ・ジョンウ、日本語吹替 - 内田夕夜
カラオケ店やオートショップなど様々なビジネスを手掛ける民間のビジネスマン。
新しい稼業のためにスリナムへ来るが、国家情報院と協力して極秘任務を遂行することになる。
チョン・ヨハン
演 - ファン・ジョンミン、日本語吹替 - 三木眞一郎
スリナムの政治をも掌握する極悪非道の麻薬王。
かつては韓国で麻薬ビジネスをしていたが、捕まり逃亡の末スリナムで麻薬ビジネスをしている。
チェ・チャンホ
演 - パク・ヘス、日本語吹替 - 中川慶一
国家情報院アメリカ支部のチームリーダー。イングが参加する極秘任務の司令役。
極秘任務遂行中は「ク・サンマン」という架空の人物に扮して、ヨハンの前に姿を現す。
ピョン・ギテ
演 - チョ・ウジン、日本語吹替 - 武内駿輔
ヨハンの右腕、かつてはチェン率いる中国人組織の傘下だったが、裏切りヨファンの傘下となった。
デビット・フリオ・パク
演 - ユ・ヨンソク、日本語吹替 - 谷山紀章
ヨハンの顧問弁護士。時々、ヨハンの行動にうんざりしていることがある。
イ・サンジュン
演 - キム・ミングィ、日本語吹替 - 新祐樹
ヨハンの側近であり執事。ヨハンのことを心から信仰している。
チャン・チェン
演 -　チャン・チェン
首都パラマリボのチャイナタウンを活動拠点とする中国人ギャングのリーダー。

### その他のキャスト
パク・ヘジン
演 - チュ・ジャヒョン、日本語吹替 - 清水はる香
イングの妻。
パク・ウンス
演 - ヒョン・ボンシク、日本語吹替 - 菊池康弘
イングの高校時代の友人。スリナムでのビジネスをイングに紹介した人物。
デラノ・アルバレス大統領
演 - ジョーダン・プレストン
スリナムの大統領。ヨハンの協力により大統領に成り上がった。
チョン執事
演 - イ・ボンリョン
ヨハンが牧師として活動する協会の執事。ヨハンと同じように無慈悲な人物である。
ドンウ
演 - コ・ゴンハン、日本語吹替 - 室元気
国家情報院の捜査員でチャンホの補佐官。
シヒョン
演 - キム・シヒョン、日本語吹替 - 弘松芹香
チャンホのアシスタントの女性。

## エピソード
| 通算 話数 | タイトル      | 監督             | 脚本                             | 公開日        |
| --- | ------------- | ---------------- | -------------------------------- | ------------- |
| 1 | "エピソード1" | ユン・ジョンビン | クォン・ソンヒ, ユン・ジョンビン | 2022年9月22日 |
| カン・イングはパク・ウンスとスリナムでの新たなビジネスを始めるが、中国人ギャングとの縄張りをめぐるトラブルに発展する。そんなイングにスリナムの教会の牧師が救いの手を差し伸べる。                               |               |                  |                                  |               |
| 2 | "エピソード2" | ユン・ジョンビン | クォン・ソンヒ, ユン・ジョンビン | 2022年9月22日 |
| ビジネスで問題が起こり刑務所に収監されたイングの元に国家情報院のチェ・チャンホが訪れ、牧師はチョン・ヨハンという麻薬王という事実を知る。チャンホは任務に協力するよう取引を持ちかけ、イングは応じることにする。 |               |                  |                                  |               |
| 3 | "エピソード3" | ユン・ジョンビン | クォン・ソンヒ, ユン・ジョンビン | 2022年9月22日 |
| イングはヨハンにチャンホが扮するク・サンマンを紹介し、2人の取引の仲介役を務めようとする。だがヨハンは取引前に綿密に下調べをしていた。                                                                          |               |                  |                                  |               |
| 4 | "エピソード4" | ユン・ジョンビン | クォン・ソンヒ, ユン・ジョンビン | 2022年9月22日 |
| 国境付近での出来事をきっかけにヨハン一行に緊張が走る。韓国へのルートが軍によって閉鎖されると、サンマンは別のルートで薬物を密輸することを提案する。                                                             |               |                  |                                  |               |
| 5 | "エピソード5" | ユン・ジョンビン | クォン・ソンヒ, ユン・ジョンビン | 2022年9月22日 |
| イングはヨハンへの新しいルートについての説得に失敗し、サンマンは新たな計画を模索するが、イングは自分のやり方で物を進めようとする。ヨハンの顧問弁護士、デビット・フリオ・パクは引き渡しの準備に取り掛かる。     |               |                  |                                  |               |
| 6 | "エピソード6" | ユン・ジョンビン | クォン・ソンヒ, ユン・ジョンビン | 2022年9月22日 |
| ヨハンが直前で計画を変更したことで、スリナムに取り残されたイングを救うため、救出作戦が開始される。国家情報院はDEAと協力しヨハンの身柄確保のための大規模作戦を遂行する。                                        |               |                  |                                  |               |

## 製作

### キャスティング
2021年3月23日、Netflixオリジナルドラマ「ナルコス」にインスパイアされた韓国ドラマ「スリナム」のキャストが発表され、既に主演が決定していたハ・ジョンウ、ファン・ジョンミンに加え、チョ・ウジン、ユ・ヨンソク、パク・ヘス、チュ・ジャヒョンが出演することが明かされた。発表前日にはソウル市内某所でキャストによる最初の台本読み合わせが行われた。

### 撮影
2021年4月からドミニカ共和国での撮影が開始される予定だったが、新型コロナウイルスの流行により無期限延期となったため、2021年4月から韓国のセットでの撮影を開始した。
制作側は同年11月から約2ヶ月間、ドミニカ共和国での撮影を行うことを決定した。
2021年11月9日、キャストとクルーが10月末からドミニカ共和国に出発し、12月中旬には韓国に戻る予定であることが報じられた。ユ・ヨンソクは10月末に韓国に戻り、ファン・ジョンミンとハ・ジョンウは10月末から11月初めにかけてドミニカ共和国に出発した。
このシリーズの製作費は推定350億ウォンである。

## 反響
スリナムのメディア「スリナムハロルド」より、本作におけるスリナムの描写が現在のスリナムと異なるという指摘が寄せられた。